# Miturgidae
Miturgidae là một họ nhện có gần 160 loài được xếp vào 33 chi.

## Các chi
Theo phân loại của World Spider Catalog tháng 10 năm 2015:
- Argoctenus L. Koch, 1878
- Diaprograpta Simon, 1909
- Elassoctenus Simon, 1909
- Eupograpta Raven, 2009
- Hestimodema Simon, 1909
- Hoedillus Simon, 1898
- Israzorides Levy, 2003
- Mituliodon Raven & Stumkat, 2003
- Miturga Thorell, 1870
- Mitzoruga Raven, 2009
- Nuliodon Raven, 2009
- Odo Keyserling, 1887
- Odomasta Simon, 1909
- Pacificana Hogg, 1904
- Palicanus Thorell, 1897
- Parapostenus Lessert, 1923
- Paravulsor Mello-Leitão, 1922
- Prochora Simon, 1886
- Pseudoceto Mello-Leitão, 1929
- Simonus Ritsema, 1881
- Syrisca Simon, 1886
- Syspira Simon, 1895
- Systaria Simon, 1897
- Tamin Deeleman-Reinhold, 2001
- Teminius Keyserling, 1887
- Thasyraea L. Koch, 1878
- Tuxoctenus Raven, 2008
- Voraptus Simon, 1898
- Xantharia Deeleman-Reinhold, 2001
- Xenoctenus Mello-Leitão, 1938
- Zealoctenus Forster & Wilton, 1973
- Zora C. L. Koch, 1847
- Zoroides Berland, 1924